# Claudinho (mestre-sala)
Cláudio de Souza, mais conhecido pelo apelido Claudinho (Rio de Janeiro, 4 de maio de 1972), é um mestre-sala de escola de samba, músico, compositor e ex-cabo do Corpo de Bombeiro Militar brasileiro. Possui dez títulos de campeão do carnaval carioca. O primeiro foi conquistado em 1992 pela Estácio de Sá, enquanto os demais foram ganhos na Beija-Flor. É um dos maiores vencedores do Estandarte de Ouro, considerado o "óscar do carnaval", tendo ganho sete prêmios. Há mais de trinta anos dança com Selminha Sorriso na Beija-Flor.
Claudinho também é músico e compositor, tendo feito parte de grupos de pagode e ganho duas disputas de samba na Estácio de Sá. É casado e tem seis filhos.

## Biografia
Claudinho nasceu no dia 4 de maio de 1972, no bairro do Estácio, no Rio de Janeiro. Nascido e criado numa família de sambistas, seu envolvimento com o carnaval começou cedo. Aos seis anos de idade era passista na escola de samba Unidos de São Carlos. Em 1986, tornou-se o terceiro mestre-sala da agremiação que, na época, havia trocado o nome para Estácio de Sá. Em 1988 passou para segundo mestre-sala. Até que, em 1990, fez sua estreia no posto de primeiro mestre-sala da Estácio de Sá. Em 1990 e 1991 dançou com a porta-bandeira Adriane. No desfile de 1991, o chapéu de Claudinho caiu em frente uma das cabines de julgamento. A partir do carnaval de 1992, passou a dançar com a porta-bandeira Selminha Sorriso. No primeiro ano do casal, conquistaram o campeonato pela Estácio de Sá. Em 1994, Claudinho conquistou seu primeiro Estandarte de Ouro. Para o carnaval de 1996, Claudinho e Selminha se transferiram para a Beija-Flor. Em 1998, os dois conquistaram o segundo título da carreira. Mais oito títulos seriam conquistados até 2018 na Beija-Flor. Em 2016, Claudinho e Selminha completaram 25 anos dançando juntos.

## Vida pessoal
Em julho de 2015, Claudinho oficializou a união com a operadora de telemarketing Ana Lúcia Araújo. Entre os padrinhos de casamento estavam Selminha Sorriso e Marcos Falcon. Claudinho é pai de seis filhos: Wallace, Wendel, Thaís, Claudio Júnior e Caio.

## No carnaval
Abaixo, a lista de carnavais de Claudinho e seu desempenho em cada ano.
| Legenda: 0 Nota descartada N Escola foi campeã |

| Ano  | Grupo    | Escola        | Classificação | Porta-bandeira   | Notas | Notas | Notas | Notas | Notas | Ref.          |
| ---- | -------- | ------------- | ------------- | ---------------- | ----- | ----- | ----- | ----- | ----- | ------------- |
| 1990 | Especial | Estácio de Sá | 5.º lugar     | Adriane          | 10    | 9     | 9     | -     | -     | [ 9 ] [ 10 ]  |
| 1991 | Especial | Estácio de Sá | 5.º lugar     | Adriane          | 9     | 9     | 9     | -     | -     | [ 11 ] [ 12 ] |
| 1992 | Especial | Estácio de Sá | Campeã        | Selminha Sorriso | 10    | 10    | 10    | -     | -     | [ 13 ] [ 14 ] |
| 1993 | Especial | Estácio de Sá | 6.º lugar     | Selminha Sorriso | 9,5   | 9     | 9     | -     | -     | [ 15 ] [ 16 ] |
| 1994 | Especial | Estácio de Sá | 13.º lugar    | Selminha Sorriso | 10    | 9     | 9,5   | -     | -     | [ 17 ] [ 18 ] |
| 1995 | Especial | Estácio de Sá | 7.º lugar     | Selminha Sorriso | 10    | 10    | 10    | 10    | 10    | [ 19 ] [ 20 ] |
| 1996 | Especial | Beija-Flor    | 3.º lugar     | Selminha Sorriso | 10    | 10    | 10    | 10    | 10    | [ 21 ] [ 22 ] |
| 1997 | Especial | Beija-Flor    | 4.º lugar     | Selminha Sorriso | 10    | 10    | 10    | 10    | 10    | [ 23 ] [ 24 ] |
| 1998 | Especial | Beija-Flor    | Campeã        | Selminha Sorriso | 10    | 10    | 10    | 10    | 9     | [ 25 ] [ 26 ] |
| 1999 | Especial | Beija-Flor    | Vice-campeã   | Selminha Sorriso | 10    | 10    | 10    | -     | -     | [ 27 ] [ 28 ] |
| 2000 | Especial | Beija-Flor    | Vice-campeã   | Selminha Sorriso | 10    | 10    | 9,5   | -     | -     | [ 29 ] [ 30 ] |
| 2001 | Especial | Beija-Flor    | Vice-campeã   | Selminha Sorriso | 10    | 10    | 10    | -     | -     | [ 31 ] [ 32 ] |
| 2002 | Especial | Beija-Flor    | Vice-campeã   | Selminha Sorriso | 10    | 10    | 10    | 10    | -     | [ 33 ] [ 34 ] |
| 2003 | Especial | Beija-Flor    | Campeã        | Selminha Sorriso | 10    | 10    | 10    | 9,9   | -     | [ 35 ] [ 36 ] |
| 2004 | Especial | Beija-Flor    | Campeã        | Selminha Sorriso | 10    | 10    | 10    | 9,9   | -     | [ 37 ] [ 38 ] |
| 2005 | Especial | Beija-Flor    | Campeã        | Selminha Sorriso | 10    | 10    | 9,9   | 10    | -     | [ 39 ] [ 40 ] |
| 2006 | Especial | Beija-Flor    | 5.º lugar     | Selminha Sorriso | 10    | 10    | 9,9   | 9,8   | -     | [ 41 ] [ 42 ] |
| 2007 | Especial | Beija-Flor    | Campeã        | Selminha Sorriso | 10    | 10    | 10    | 10    | -     | [ 43 ] [ 44 ] |
| 2008 | Especial | Beija-Flor    | Campeã        | Selminha Sorriso | 10    | 10    | 10    | 10    | -     | [ 45 ] [ 46 ] |
| 2009 | Especial | Beija-Flor    | Vice-campeã   | Selminha Sorriso | 10    | 9,9   | 9,9   | 9,9   | -     | [ 47 ] [ 48 ] |
| 2010 | Especial | Beija-Flor    | 3.º lugar     | Selminha Sorriso | 10    | 10    | 10    | 10    | 10    | [ 49 ] [ 50 ] |
| 2011 | Especial | Beija-Flor    | Campeã        | Selminha Sorriso | 10    | 10    | 9,9   | 9,9   | 10    | [ 51 ] [ 52 ] |
| 2012 | Especial | Beija-Flor    | 4.º lugar     | Selminha Sorriso | 10    | 10    | 10    | 10    | -     | [ 53 ] [ 54 ] |
| 2013 | Especial | Beija-Flor    | Vice-campeã   | Selminha Sorriso | 10    | 10    | 10    | 10    | -     | [ 55 ] [ 56 ] |
| 2014 | Especial | Beija-Flor    | 7.º lugar     | Selminha Sorriso | 10    | 10    | 9,9   | 9,7   | -     | [ 57 ] [ 58 ] |
| 2015 | Especial | Beija-Flor    | Campeã        | Selminha Sorriso | 10    | 10    | 10    | 10    | -     | [ 59 ] [ 60 ] |
| 2016 | Especial | Beija-Flor    | 5.º lugar     | Selminha Sorriso | 10    | 10    | 10    | 10    | -     | [ 61 ] [ 62 ] |
| 2017 | Especial | Beija-Flor    | 6.º lugar     | Selminha Sorriso | 10    | 10    | 9,9   | 9,9   | -     | [ 63 ] [ 64 ] |
| 2018 | Especial | Beija-Flor    | Campeã        | Selminha Sorriso | 10    | 10    | 10    | 9,9   | -     | [ 65 ] [ 66 ] |
| 2019 | Especial | Beija-Flor    | 11.º lugar    | Selminha Sorriso | 10    | 10    | 10    | 10    | -     | [ 67 ] [ 68 ] |
| 2020 | Especial | Beija-Flor    | 4.º lugar     | Selminha Sorriso | 10    | 10    | 10    | 10    | 9,9   | [ 69 ]        |
| 2022 | Especial | Beija-Flor    | Vice-campeã   | Selminha Sorriso | 9,9   | 10    | 10    | 10    | 10    | [ 70 ]        |
| 2023 | Especial | Beija-Flor    | 4.º lugar     | Selminha Sorriso | 10    | 10    | 10    | 9,9   | -     | [ 71 ]        |
| 2024 | Especial | Beija-Flor    | 8.º lugar     | Selminha Sorriso | 9,9   | 10    | 10    | 10    | -     | [ 72 ]        |
| 2025 | Especial | Beija-Flor    | Campeã        | Selminha Sorriso | 10    | 10    | 10    | 9,9   | -     | [ 73 ]        |

## Na música
Claudinho também é ligado à música. Como percussionista e cantor, participou dos grupos de pagode Renascente, Lance Certo, Mestre-sala do Pagode e Pureza da Flor. Como compositor, foi um dos autores do samba da Estácio de Sá em 2010 e 2013. Em 2017, se inscreveu na disputa de samba da Beija-Flor, sendo derrotado na final.

### Sambas de enredo
- Estácio de Sá 2010: "Deixa Falar, a Estácio É Isso Aí. Eu Visto Esse Manto e Vou Por Aí" - (junto com Gusttavo Clarão, Thiago Daniel, Da Latinha, Igor Ferreira e Claudinho Vagareza)
- Estácio de Sá 2013: "Rildo Hora: A Ópera de Um Menino... No Toque do Realejo Rege o Seu Destino!" - (junto com Igor Ferreira, Jr Escafura, Tinga, Adriano Ganso, Tião, Fadico e Bira da Globo)

## Títulos e estatísticas
| Divisão        | Campeonato | Ano                                                               | Vice | Ano                                       | Terceiro lugar | Ano         |
| -------------- | ---------- | ----------------------------------------------------------------- | ---- | ----------------------------------------- | -------------- | ----------- |
| Grupo Especial | 11         | 1992, 1998, 2003, 2004, 2005, 2007, 2008, 2011, 2015, 2018 e 2025 | 7    | 1999, 2000, 2001, 2002, 2009, 2013 e 2022 | 2              | 1996 e 2010 |

## Premiações
Claudinho é um dos maiores vencedores do Estandarte de Ouro, prêmio considerado o "óscar do carnaval".
- Estandarte de Ouro

1. 1994 - Melhor mestre-sala (Estácio de Sá) [75]
2. 1996 - Melhor mestre-sala (Beija-Flor) [76]
3. 2002 - Melhor mestre-sala (Beija-Flor) [77]
4. 2005 - Melhor mestre-sala (Beija-Flor) [78]
5. 2006 - Melhor mestre-sala (Beija-Flor) [79]
6. 2015 - Melhor mestre-sala (Beija-Flor) [80]
7. 2023 - Melhor mestre-sala (Beija-Flor) [81]

- Estrela do Carnaval

1. 2015 - Melhor casal de mestre-sala e porta-bandeira (com Selminha - Beija-Flor) [82]
2. 2016 - Melhor casal de mestre-sala e porta-bandeira (com Selminha - Beija-Flor) [83]
3. 2018 - Melhor casal de mestre-sala e porta-bandeira (com Selminha - Beija-Flor) [84]

- Gato de Prata

1. 2015 - Melhor casal de mestre-sala e porta-bandeira (com Selminha - Beija-Flor) [85]
2. 2018 - Melhor casal de mestre-sala e porta-bandeira (com Selminha - Beija-Flor) [86]
3. 2023 - Melhor casal de mestre-sala e porta-bandeira (com Selminha - Beija-Flor) [87]

- Prêmio Papa-Tudo - TV Manchete

1. 1992 - Melhor mestre-sala (Estácio de Sá) [88]
2. 1993 - Melhor mestre-sala (Estácio de Sá) [88]
3. 1994 - Melhor mestre-sala (Estácio de Sá) [88]
4. 1995 - Melhor mestre-sala (Estácio de Sá) [88][89]
5. 1996 - Melhor mestre-sala (Beija-Flor) [90]
6. 1998 - Melhor mestre-sala (Beija-Flor) [91]

- Prêmio SRzd

1. 2012 - Melhor casal de mestre-sala e porta-bandeira (com Selminha - Beija-Flor) [92]
2. 2020 - Prêmio Especial: Bodas de Prata (Claudinho e Selminha) [93]

- S@mba-Net

1. 2015 - Melhor casal de mestre-sala e porta-bandeira (com Selminha - Beija-Flor) [94]
2. 2024 - Melhor casal de mestre-sala e porta-bandeira (com Selminha - Beija-Flor) [95]

- Tamborim de Ouro

1. 1999 - Melhor mestre-sala (Beija-Flor) [96]
2. 2000 - Casal Nota 10 (com Selminha - Beija-Flor) [97]
3. 2001 - Casal Nota 10 (com Selminha - Beija-Flor) [98]
4. 2002 - Casal Nota 10 (com Selminha - Beija-Flor) [99]
5. 2003 - Casal Nota 10 (com Selminha - Beija-Flor) [100]
6. 2007 - Tamborim Nota 10 (Casal de Mestre-S. e Porta-B. da Década - com Selminha) [101]
7. 2013 - Casal Nota 10 (com Selminha - Beija-Flor) [102]
8. 2014 - Casal Nota 10 (com Selminha - Beija-Flor) [103]
9. 2015 - Casal Nota 10 (com Selminha - Beija-Flor) [104]
10. 2016 - Prêmio Especial (25 anos de Avenida) [105]
11. 2018 - Prêmio especial de contribuição ao carnaval (Claudinho e Selminha) [106]

- Troféu Andarilhos do Samba

1. 2008 - Melhor mestre-sala (Beija-Flor) [107]

- Troféu Apoteose

1. 2005 - Melhor mestre-sala (Beija-Flor) [88]
2. 2013 - Melhor mestre-sala (Beija-Flor) [108]

- Troféu Explosão in Samba

1. 2022 - Melhor casal de mestre-sala e porta-bandeira (com Selminha - Beija-Flor) [109]
2. 2024 - Melhor casal de mestre-sala e porta-bandeira (com Selminha - Beija-Flor) [110]

- Troféu Rádio Manchete

1. 2010 - Melhor casal de mestre-sala e porta-bandeira (com Selminha - Beija-Flor) [111]

- Troféu Sambario

1. 2009 - Melhor casal de mestre-sala e porta-bandeira (com Selminha - Beija-Flor) [112]
2. 2012 - Melhor casal de mestre-sala e porta-bandeira (com Selminha - Beija-Flor) [113]

- Troféu Tupi Carnaval Total

1. 2005 - Melhor mestre-sala (Beija-Flor) [88]

- Troféu Vai dar Samba

1. 2018 - Melhor casal de mestre-sala e porta-bandeira (com Selminha - Beija-Flor) [114]

## Polêmicas e controvérsias
Em fevereiro de 2011, Claudinho foi expulso do Corpo de Bombeiros, do qual era cabo desde 1999, por irregularidades em sua admissão. Em junho do mesmo ano, a Justiça condenou quatro pessoas, além do governo do estado, entre elas o ex-secretário estadual de Defesa Civil coronel bombeiro Paulo Gomes dos Santos Filho, pela fraude de um concurso público do Corpo de Bombeiros realizado em 1998. Claudinho foi uma das 49 pessoas incorporadas aos Bombeiros sem terem feito concurso.
Em junho de 2017, Claudinho se envolveu numa briga que resultou na morte do policial civil aposentado Milton Luiz Batalha Estrela. Segundo depoimento de Claudinho, ele jantava em um bar na Rua Alberto Teixeira da Cunha, em Nilópolis, quando Milton foi em sua direção com a arma em punho. Uma terceira pessoa tentou tirar a arma de Milton, quando o policial sacou uma segunda arma. Quando Claudinho tentou pegar a segunda arma, houve um disparo. Após ser baleado no pescoço, Milton foi levado para o Hospital Geral de Nova Iguaçu, enquanto Claudinho saiu do local às pressas. Após o crime, Claudinho chegou a se internar numa clínica com quadro de depressão. Dias depois, prestou depoimento alegando ter agido em legítima defesa. A desavença entre Milton e Claudinho teria tido início no ano anterior, quando o policial denunciou o furto de uma arma, e apontou como autora do roubo a mulher que jantava com o Claudinho na noite do crime. Segundo Milton, a mulher teria entregue a arma para o mestre-sala. A Policia confirmou que Claudinho foi intimado no caso do furto da arma, prestou depoimento e negou ter relação com o fato. Segundo Claudinho, Milton Batalha estava tentando lhe incriminar. O policial civil morreu após quatorze dias de internação. Em nota, a Beija-Flor declarou que seu mestre-sala "sempre foi um homem pacato e correto com todos".